# Angelica (plant)
Engelwortel (Angelica) is een geslacht van kruidachtige, overblijvende kruiden uit de schermbloemenfamilie (Umbelliferae of Apiaceae). De planten komen voor in de gematigde en subpolaire gebieden van het noordelijk halfrond. De soorten worden doorgaans 1-2 m hoog. De bladeren zijn dubbelgeveerd en de bloemen wit of witgroen.
In België en Nederland komen twee soorten in het wild voor:
- Grote engelwortel (Angelica archangelica)
- Gewone engelwortel (Angelica sylvestris)

De twee soorten zijn gemakkelijk te onderscheiden door de grote groengele schermen van de grote engelwortel en de sterke muskusachtige geur die de bladeren bij kneuzing afgeven.
Enkele andere soorten zijn:
- De Amerikaanse Angelica atropurpurea is minder vertakt en enigszins bleker van kleur dan de Europese soort en heeft een paarsgekleurde wortelstok. De schermen groenwitte bloemen bloeien van mei tot augustus. Angelica atropurpurea, die op vochtige plaatsen groeit, komt voor van Newfoundland tot Iowa. Zij werd door de kolonisten gevonden in Maine. Sommige Indianenstammen in Canada pleegden zelfmoord met een engelwortel met giftige wortels. Angelica atropurpurea werd door de Indianen gebruikt om hun handen mee in te smeren, aangezien de geur vissen en wild zou aantrekken. Zij heeft een vreemde, hoewel niet onaangename geur en een warme zoetige smaak.
- Angelica anomala en Angelica pubescens (Shishiudo) zijn afkomstig uit Japan.
- Angelica sinensis komt van nature voor in China. De wortel staat in het Chinees bekend als dong quai of danggui (Chinees: 当归; Hanyu Pinyin: dāngguī) en wordt algemeen gebruikt in de traditionele Chinese geneeskunst.

## Soorten
- Angelica acutiloba (Siebold & Zucc.) Kitag.
- Angelica adzharica Pimenov
- Angelica ampla A.Nelson
- Angelica angelicastrum (Hoffmanns. & Link) Cout.
- Angelica anomala Avé-Lall.
- Angelica apaensis R.H.Shan & C.C.Yuan
- Angelica archangelica L. - Grote engelwortel
- Angelica arguta Nutt.
- Angelica atropurpurea L.
- Angelica biserrata (R.H.Shan & C.Q.Yuan) C.Q.Yuan & R.H.Shan
- Angelica brevicaulis (Rupr.) B.Fedtsch.
- Angelica breweri A.Gray
- Angelica californica Jeps.
- Angelica callii Mathias & Constance
- Angelica canbyi J.M.Coult. & Rose
- Angelica capitellata (A.Gray) Spalik, Reduron & S.R.Downie
- Angelica cartilaginomarginata (Makino ex Y.Yabe) Nakai
- Angelica cincta H.Boissieu
- Angelica cryptotaeniifolia Kitag.
- Angelica cyclocarpa (C.Norman) M.Hiroe
- Angelica czernaevia (Fisch. & C.A.Mey.) Kitag.
- Angelica dabashanensis C.Y.Liao & X.J.He
- Angelica dahurica (Hoffm.) Benth. & Hook.f. ex Franch. & Sav.
- Angelica dailingensis Z.H.Pan & T.D.Zhuang
- Angelica dawsonii S.Watson
- Angelica decurrens (Ledeb.) B.Fedtsch.
- Angelica decursiva (Miq.) Franch. & Sav.
- Angelica dentata (Chapm.) J.M.Coult. & Rose
- Angelica duclouxii Fedde ex H.Wolff
- Angelica edulis Miyabe ex Y.Yabe
- Angelica genuflexa Nutt.
- Angelica gigas Nakai
- Angelica glauca Edgew.
- Angelica gmelinii (DC.) Pimenov
- Angelica grayi (J.M.Coult. & Rose) J.M.Coult. & Rose
- Angelica hakonensis Maxim.
- Angelica hendersonii J.M.Coult. & Rose
- Angelica heterocarpa M.J.Lloyd
- Angelica hohuanshanensis S.S.Ying
- Angelica inaequalis Maxim.
- Angelica indica Pimenov & Kljuykov
- Angelica japonica A.Gray
- Angelica kaghanica Ishtiaq & Qureshi
- Angelica kangdingensis R.Shan & F.T.Pu
- Angelica keiskei (Miq.) Koidz.
- Angelica kingii (S.Watson) J.M.Coult. & Rose
- Angelica komarovii (Schischk.) V.N.Tikhom.
- Angelica laxifoliata Diels
- Angelica lignescens Reduron & Danton
- Angelica likiangensis H.Wolff
- Angelica lineariloba A.Gray
- Angelica longeradiata (Maxim.) Kitag.
- Angelica longicaudata C.Q.Yuan & R.H.Shan
- Angelica longipes H.Wolff
- Angelica lucida L.
- Angelica major Lag.
- Angelica maowenensis C.Q.Yuan & R.H.Shan
- Angelica megaphylla Diels
- Angelica minamitanii T.Yamaz.
- Angelica morii Hayata
- Angelica morrisonicola Hayata
- Angelica muliensis C.Y.Liao & X.G.Ma
- Angelica multicaulis Pimenov
- Angelica multisecta Maxim.
- Angelica nakaiana (Kitag.) Pimenov
- Angelica nelsonii J.M.Coult. & Rose
- Angelica nitida H.Wolff
- Angelica nubigena (C.B.Clarke) P.K.Mukh.
- Angelica oreada (Diels) M.Hiroe
- Angelica pachycarpa Lange
- Angelica paeoniifolia R.H.Shan & C.C.Yuan
- Angelica pinnata S.Watson
- Angelica pinnatiloba R.Shan & F.T.Pu
- Angelica polymorpha Maxim.
- Angelica pseudoselinum H.Boissieu
- Angelica pseudoshikokiana Kitag.
- Angelica pubescens Maxim.
- Angelica pyrenaea (L.) Spreng.
- Angelica razulii Gouan
- Angelica roseana L.F.Hend.
- Angelica saxatilis Ledeb.
- Angelica saxicola Makino ex Y.Yabe
- Angelica scabrida Clokey & Mathias
- Angelica setchuenensis Diels
- Angelica shikokiana Makino ex Y.Yabe
- Angelica sinanomontana Kitag.
- Angelica sinensis (Oliv.) Diels
- Angelica sylvestris L. - Gewone engelwortel
- Angelica taiwaniana S.S.Ying
- Angelica tarokoensis Hayata
- Angelica tenuisecta (Makino) Makino
- Angelica ternata Regel & Schmalh.
- Angelica tianmuensis Z.H.Pan & T.D.Zhuang
- Angelica tomentosa S.Watson
- Angelica triquinata Michx.
- Angelica turcica Hamzaoğlu & Koç
- Angelica ubadakensis (Koidz.) Kitag.
- Angelica ursina (Rupr.) Maxim.
- Angelica urumiensis Mozaff.
- Angelica valida Diels
- Angelica venenosa (Greenway) Fernald
- Angelica viridiflora (Turcz.) Benth. ex Maxim.
- Angelica wheeleri S.Watson
- Angelica yakusimensis H.Hara
- Angelica yanyuanensis (F.T.Pu) Jing Zhou

## Hybriden
- Angelica × mixta Nyár. ex Todor